# إدوارد إف هيلز
ادوارد فرير هيلز (١٩١٢ -١٩٨١) عالِم مشيخي اميركي، ربما هو اعظم مؤلف نصوص تقليدي (« بيزنطي ») في القرن العشرين ومدافع عن النصوص الملتقاة.

## المساهمات
يدمج الدكتور هيلز وجهة نظره اللاهوتية جنبا إلى جنب مع نقد العهد الجديد. وقد ألهمت قراءة دين جون ويليام بورغون الدكتور هيلز أن يتطرق إلى النقد النصّي من «منطق الإيمان» (عام 1952 هو العام الذي التزم فيه الدكتور هيلز التزاما أكيدا بهذا الرأي). وفيما يتعلق بالعلاقة بين إنجيل الملك جيمس والنص المستلم، كتب هيلز: «ينبغي ألا تعتبر نسخة الملك جيمس مجرد ترجمة للنص المتلقي، بل أيضا مجموعة متنوعة مستقلة من النص المتلقي».

## التعليم
- تخرج بامتياز من جامعة ييل (1930[اقتضى الأمر] -33).[5]

- ادكتوراه من مدرسة وستمنستر للاهوتية (حوالي 1935).

- الماجستير من جامعة كولومبيا اللاهوتية

- دكتوراة في النقد النصي للعهد الجديد من جامعة هارفارد تحت إشراف هنري ج كادبوري،كيرسوب ليك كأحد القراء.[6]

## الكتب
- نسخة الملك جيمس تدافع: نظرة مسيحية لمخطوطات العهد الجديدد (PDF), Christian Research Press, 1956, ISBN 0-915923-00-9.

- الايمان بدرس الكتاب المقدس (الطبعة الثالثة)، ١٩٩١ [١٩٦٧، ١٩٧٧]، ISBN 0-٩١٥٩٢٣-٠١-٧.

- دراسة الكتاب المقدس المؤمنة (الطبعة الثالثة)، 1991 [1967، 1977] ، ISBN 0-915923-01-7.